# تياغو الفيس
تياجو ألفيس سيلز مشهور باسم تياجو ألفيس (ولد 12 يناير 1993), لاعب كرة قدم برازيلي، يلعب حالياً في جونبك هيونداي موتورز و لعب سابقاً في نادي الهلال بمركز الجناح الأيسر .

## روابط خارجية
- تياغو الفيس على موقع رابطة كرة القدم اليابانية للمحترفين (اليابانية)
- تياغو الفيس على موقع دوري كوريا الجنوبية (الإنجليزية)
- تياغو الفيس على موقع قاعدة بيانات كرة القدم.إي يو (الإنجليزية)
- تياغو الفيس على موقع Soccerway.com (الإنجليزية)
- تياغو الفيس على موقع عالم كرة القدم.نت (الإنجليزية)